# Пътешествие до центъра на Земята (филм, 1959)
„Пътешествие до центъра на Земята“ (на английски: Journey to the Center of the Earth) е американски приключенски филм от 1959 година на кинокомпанията 20th Century Fox, адаптация на едноименния роман на Жул Верн.

## Сюжет
Единбург, Шотландия, 1880 година. Професор Оливър Линденбрук (Джеймс Мейсън), геолог в Едингбургския университет, получава парче вулканична скала от своя студент и голям почитател, Алек МакЮън (Пат Буун). Решавайки, че парчето е прекалено тежко за големината си и благодарение на разсеяността на асистента от лабораторията, Пейсли (Бен Райт), Линденбрук открива в него забит отвес със загадъчен надпис. Линденбрук и Алек установяват, че отвеса е поставен от учен на име Арне Сакнусем, който близо триста години по-рано е открил път към центъра на Земята. След като дешифрират съобщението, Линденбрук призовава Алек да последват стъпките на исландския учен- пионер.
Линденбрук изпраща съобщение за откритието си на професор Гьотеборг (Айвън Трисо) в Стокхолм, Швеция. Разбирайки естеството на изследването, Гьотеборг решава сам да достигне до центъра на Земята и заминава за Исландия. Там той и неговия асистент са похитени и затворени в килия. Линденбрук и Алек тръгват подир тях. Гьотеборг е освободен от атлетичен исландец на име Ханс Бйелке (Питър Ронсън) и неговия домашен любимец, патицата Гертруд. Линденбрук открива Гьотеборг мъртъв в хотелската му стая и намира кристали цианкалий в брадата му, по което съди, че е убит.
Вдовицата на Гьотеборг, Карла (Арлин Дал) вярва, че Линденбрук се опитва да се възползва от изследванията на покойния и съпруг, но научава истината от записките в работния му дневник. Тя предоставя на Линденбрук събраната от съпруга и апаратура, включително рядко срещащите се лампи на Румкорф, но само при условие, че и тя ще участва в експедицията. Линденбрук неохотно се съгласява и четиримата изследователи, придружени от патицата се спускат в земните недра.
По пътя си те са подпомагани от знаците, оставени от Арне Сакнусем преди близо триста години. Но там те не са сами. Граф Сакнусем (Тайър Дейвид) си мисли, че като пряк наследник на Арне, само той има право да бъде там. Той тайно преследва групата, придружен от своя слуга. Когато Алек се отделя неволно от останалите, се натъква на мъртвото тяло на слугата. Сакнусем предлага на Алек да му стане асистент, но той отказва и графът го прострелва в рамото. Линденбрук чува изстрела и открива Сакнусем. Разбирайки какво е направил, го осъжда на смърт, но тъй като никой не е склонен да изпълни присъдата, групата неохотно се съгласява графа да тръгне с тях.
Изследователите достигат до подземен океан. Те конструират сал от стъблата на гигантски гъби, с който да го пресекат, но преди това едва се спасяват от семейство диметродони, на което се натъкват. Техният сал започва да циркулира в средата на океана около водовъртеж. Професорът стига до извода, че това би трябвало да е центъра на Земята, защото тук се срещат магнитните сили от север и юг и са достатъчно силни да изтръгнат дори златните халки от пръстите им. Безкрайно уморени, пътешествениците достигат до отсрещния бряг.
Докато останалите спят, гладният Сакнусем улавя и изяжда патицата Гертруд. Откривайки липсата и, Ханс се нахвърля върху него, но е отблъснат от Линденбрук и МакЮън. Отстъпвайки назад, Сакнусем събаря купчина камъни и е погребан под тях. Рухването на скалите отваря пред групата гледка към изгубения град на Атлантида. Там те откриват скелета на Арне Сакнусем, чиято ръка сочи към пасаж, водещ до повърхността. Огромна канара е препречила пасажа и изследователите решават да я отстранят, ползвайки намерения до останките на Арне барут. Гигантски хамелеон ги напада, но е убит от освободената лава. Пътешествениците успяват да се качат в грамадна купа, изплувала от жертвения олтар и с нея се понасят върху лавата. Тя ги изхвърля на повърхността през вулканичния отвор. Линденбрук, Карла и Ханс скачат в морето, докато Алек е запратен в короната на едно дърво в овощната градина на женски манастир.
Когато се завръщат в Единбург, те са посрещнати като национални герои. Линденбрук скромно отклонява хвалебствията по свой адрес, заявявайки, че не разполага с доказателства за преживяванията си, но окуражава и други да последват стъпките му. Алек се жени за красивата племенница на професора, Джени (Даян Бейкър), а Линденбрук и Карла се влюбват един в друг.

## В ролите
- Джеймс Мейсън като професор Оливър Линденбрук
- Пат Буун като Алек МакЮън
- Арлин Дал като Карла Гьотеборг
- Питър Ронсън като Ханс Бйелке
- Тайър Дейвид като граф Сакнусем
- Боб Адлър като Груум
- Алън Нейпиър като Дийн
- Даян Бейкър като Джени Линденбрук
- Айвън Трисо като професор Гьотеборг
- Алекс Финлайсон като професор Бойл
- Бен Райт като Пейсли

## Продукция
Бюджетът на филма е бил $ 3 440 000. Подземните сцени са заснети в Националния парк Пещерите Карлсбад. Снимано е още в кратера Амбой и Сикюит Пойнт в Калифорния, както и разбира се, в Единбург, Шотландия. Снимките протичат в периода от юни до средата на септември 1959 година.

## Награди и номинации
- Второ място за наградата Лоуръл в категорията за най-добър екшън- драма филм през 1960 година.
- Номинация за Оскар за най-добри декори на цветен филм през 1960 година.
- Номинация за Оскар за най-добър звук през 1960 година.
- Номинация за Оскар за най-добри специални ефекти през 1960 година.[2]